# Nadie vale más que otro
Nadie vale más que otro es una libro del escritor español Lorenzo Silva, publicada en 2004. Es una colección de cuatro relatos que compone la cuarta entrega de la serie protagonizada por los guardias civiles Bevilacqua y Chamorro.

## Argumento
En el primer relato se investiga la muerte de una mujer, aparentemente a manos de su marido maltratador; en el segundo la violación y asesinato de una niña; en el tercero la muerte de un delincuente en un aparente ajuste de cuentas; y en el cuarto el asesinato de un inmigrante.